# Magnar Fosseide
Magnar Fosseide (ur. 19 sierpnia 1913, zm. w październiku 1983) – norweski dwuboista klasyczny i biegacz narciarski, brązowy medalista mistrzostw świata.

## Kariera
Fosseide uczestniczył w zawodach w drugiej połowie lat 30. XX wieku. W 1938 roku startował na mistrzostwach świata w Lahti, gdzie zajął 35. miejsce w kombinacji, a rywalizację w biegu na 18 km ukończył na jedną pozycję niżej. Największy sukces w swojej karierze osiągnął rok później, podczas mistrzostw świata w Zakopanem, gdzie zdobył brązowy medal w kombinacji. Norwega wyprzedzili tam tylko reprezentant Trzeciej Rzeszy Gustav Berauer oraz Szwed Gustaf Adolf Sellin. Na tych samych mistrzostwach zajął ponadto 23. miejsce w biegu na 18 km stylem klasycznym.

## Osiągnięcia w kombinacji

### Mistrzostwa świata
| Miejsce | Dzień     | Rok  | Miejscowość | Konkurencja   | Wynik zwycięzcy | Strata    | Zwycięzca        |
| ------- | --------- | ---- | ----------- | ------------- | --------------- | --------- | ---------------- |
| 35.     | 27 lutego | 1938 | Lahti       | Indywidualnie | 432,60 pkt      | 73,70 pkt | Olaf Hoffsbakken |
| 3.      | 15 lutego | 1939 | Zakopane    | Indywidualnie | 429,60 pkt      | 7,20 pkt  | Gustav Berauer   |

## Osiągnięcia w biegach

### Mistrzostwa świata
| Miejsce | Dzień     | Rok  | Miejscowość | Konkurencja          | Wynik zwycięzcy | Strata | Zwycięzca       |
| ------- | --------- | ---- | ----------- | -------------------- | --------------- | ------ | --------------- |
| 36.     | 25 lutego | 1938 | Lahti       | 18 stylem klasycznym | 1:09:37         | +5:06  | Pauli Pitkänen  |
| 23.     | 15 lutego | 1939 | Zakopane    | 18 stylem klasycznym | 1:05:30         | +6:05  | Jussi Kurikkala |